# Сикачёв, Николай Николаевич
Никола́й Никола́евич Сикачёв (18 января 1920 — 2002) — советский дипломат. Чрезвычайный и полномочный посол (11 декабря 1979).

## Биография
Окончил Московский авиационный институт (1944) и Высшую дипломатическую школу МИД СССР (1946). На дипломатической работе с 1946 года.
- В 1941—1942 годах — технолог Завода № 22 Наркомата авиапромышленности СССР в Москве и Казани.
- В 1942—1944 годах — студент Московского авиационного института.
- В 1944 году — инженер-конструктор НИИ «Оргавиапром» Наркомата авиапромышленности СССР в Москве.
- В 1944—1946 годах — слушатель Высшей дипломатической школы МИД СССР.
- В 1946—1948 годах — атташе, третий секретарь Отдела Балканских стран МИД СССР.
- В 1948—1954 годах — второй секретарь, первый секретарь Посольства СССР в Венгрии.
- В 1954—1955 годах — первый секретарь, советник IV Европейского отдела МИД СССР.
- В 1955—1959 годах — советник V Европейского отдела МИД СССР.
- В 1959—1965 годах — советник при министре иностранных дел СССР.
- В 1965—1967 годах — советник Посольства СССР в Венгрии.
- В 1967—1970 годах — советник-посланник Посольства СССР в Венгрии.
- В 1970—1975 годах — заведующий V Европейским отделом МИД СССР.
- С 8 марта 1975 по 29 апреля 1983 года — чрезвычайный и полномочный посол СССР в Кувейте[1].

С 1983 года — в отставке.
Скончался в 2002 году. Похоронен на Новодевичьем кладбище (участок 2). 

## Награды
- Орден «Знак Почёта» (1965).
- Орден Трудового Красного Знамени (22 октября 1971)[2].
- Орден Дружбы народов (17 января 1980)[3].
- Медали.